# Het Kaas Museum

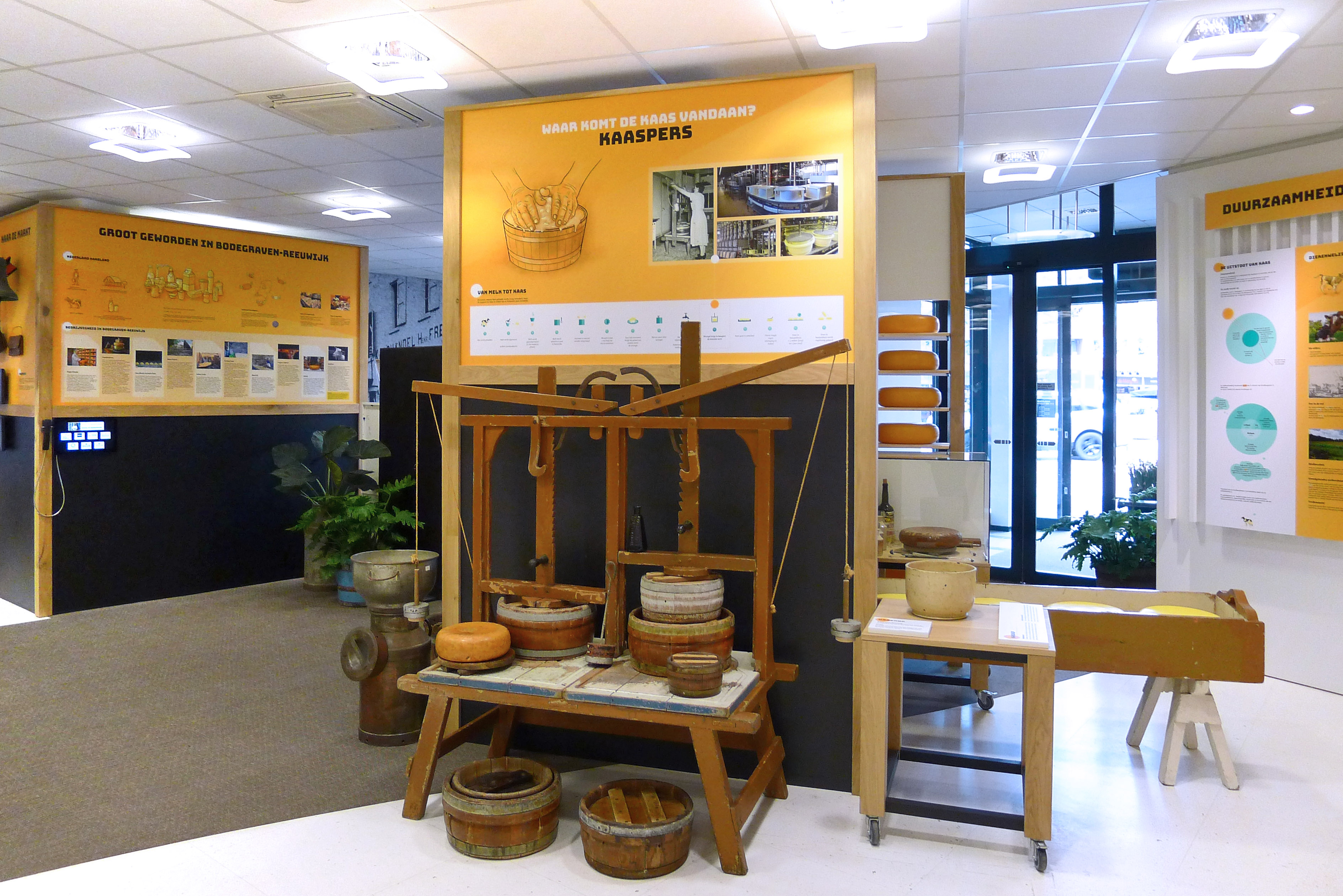
Impressie tentoonstelling (2022)

Het Kaas Museum was een museum over kaas in de Nederlandse plaats Bodegraven. Het kwam in 2022 voort uit het Kaasmuseum Bodegraven, dat gewijd was aan de geschiedenis van het maken van boerenkaas en de handel daarin.

## Geschiedenis

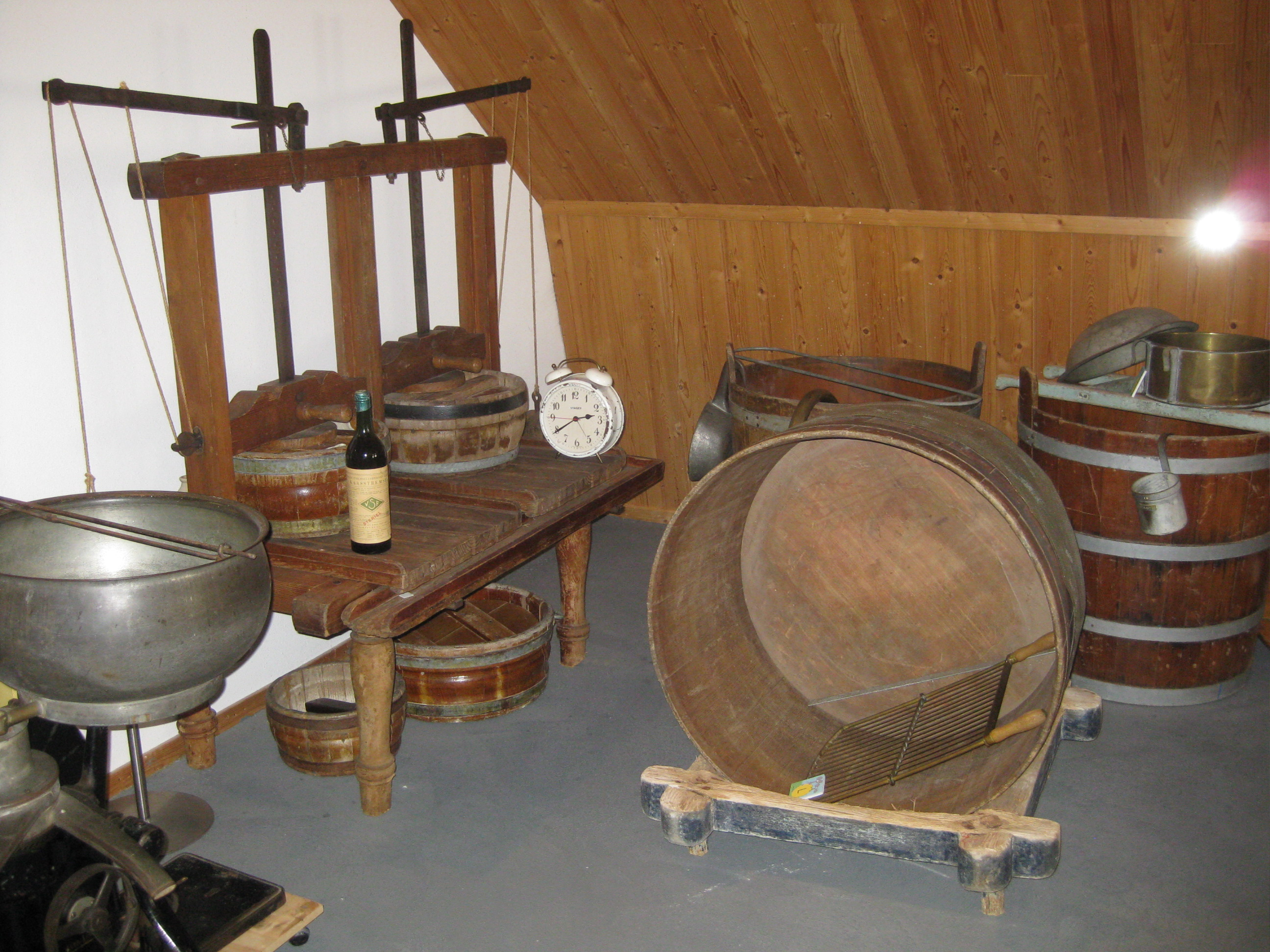
Gereedschap voor boerenkaas (2020)

In 1987 werd de Stichting Kaasmuseum Bodegraven opgericht.
In april 2022 werd met steun van de gemeente Bodegraven-Reeuwijk en de kaasindustrie en -handel een vernieuwd moderner museum geopend, dat ook dienstdeed als VVV-punt en winkel.
Per 1 september 2024 is het museum permanent gesloten.

## Collectie
De collectie historische objecten liet de geschiedenis zien van kaas, de kaasproductie, de kaasmarkt, het boerenleven en de kaashandel in Bodegraven. Ook werd het verhaal van de hedendaagse kaashandel in Bodegraven en omstreken gepresenteerd, en het belang van Bodegraven op de wereldwijde 'kaaskaart'.